# Povești de familie
Povești de familie este un serial difuzat de Antena 1 care a apărut pe 2 august 2021. Serialul este bazat pe formatul mexican "La Rosa de Guadalupe" si prezintă povești ale românilor care trec prin diverse probleme sociale si dramatice, fiecare episod fiind antalogic.
Este similar cu serialul Lecții de viață de pe Pro TV, amândouă fiind bazate pe același format.

## Prezentare generală
| Sezonul | Sezonul | Episoade | Episoade | Premiera TV       | Premiera TV       |
| Sezonul | Sezonul | Episoade | Episoade | Prima transmisie  | Ultima transmisie |
| ------- | ------- | -------- | -------- | ----------------- | ----------------- |
|         | 1       | 39       | 39       | 2 august 2021     | 27 august 2021    |
|         | 2       | 72       | 72       | 28 februarie 2022 | 6 ianuarie 2023   |

## Episoade

### Sezonul 1 (2021)
| Nr. în serial | Nr. în sezon | Titlu                                           | Data difuzării |
| --- | ------------ | ----------------------------------------------- | -------------- |
| 1 | 1            | „Traficul de droguri”                           | 2 august 2021  |
| Sătulă de sărăcia în care trăiește, Ada, o tânără de 21 de ani devine amanta lui Pabli, un traficant de droguri care o introduce în afacerile lui. Fără niciun fel de scrupule, Pabli încearcă să o seducă și pe sora mai mică a Adei. |              |                                                 |                |
| 2 | 2            | „Capcana iubirii”                               | 2 august 2021  |
| Nati este o adolescentă care se îndrăgostește de un baiat șmecheraș de cartier. Acesta profită de ea și îi cere mereu sa facă rost de bani pană în momentul în care o convinge sa se prostitueze din dragoste pentru el. Nati ajunge să se îmbolnăvească și mama ei află de lucrurile la care o supune iubitul ei. Cu ajutorul mamei și al poliției, Nati scapă din capcana iubirii bolnave. |              |                                                 |                |
| 3 | 3            | „Fantoma trecutului”                            | 3 august 2021  |
| Ce se ascunde în spatele unei relații dificile dintre o mamă și fiică: minciuni sau secrete? Paula, o tânără de 20 de ani descoperă ca este produsul unui viol din trecut. Oare vor reuși ca mama și fiica să se împace sau secretul care le unește le va îndepărta și mai tare? |              |                                                 |                |
| 4 | 4            | „Dependentă de frumusețe”                       | 3 august 2021  |
| La 17 ani Ariana devine dependentă de operațiile estetice. Obsesia unui corp perfect într-o societate cu tineri care socializează preponderent online și unde fiecare selfie trebuie sa fie perfect. Părinții nu își dau seama la timp ca fiica lor suferă de o dependență și o alimentează în nebunia ei, până când în urma unei intervenții de înfrumusețare, prietena ei cea mai buna moare. Ariana rămâne desfigurată, dar înțelege cât este de important să-ți accepți corpul și să te iubești așa cum ești. |              |                                                 |                |
| 5 | 5            | „Copilul invizibil”                             | 4 august 2021  |
| În urmă cu opt ani, Elena a fost dată afară din casă de tatăl ei, pe motiv că l-a făcut de rușine atunci când a adus pe lume un copil la doar 15 ani. Tot ce știe Elena despre copilul ei este că se află într-un centru de plasament. |              |                                                 |                |
| 6 | 6            | „Complexul Casandrei”                           | 4 august 2021  |
| Casandra este o adolescentă tipică ce-și dorește să petreacă și să se distreze. Casandra se trezește într-o zi însărcinată fără că măcar să-și amintească cum a ajuns în această situație. |              |                                                 |                |
| 7 | 7            | „Oamenii nimănui”                               | 5 august 2021  |
| Lucia ajung să fie răpită de pe stradă și exploatată ca mână ieftină de lucru la o fermă din România. |              |                                                 |                |
| 8 | 8            | „Sunt un fan trap, și ce?”                      | 5 august 2021  |
| Blană, un adolescent din România care vrea să demonstreze familiei de modă veche că nu e pe calea pierzaniei ascultând muzică trap. |              |                                                 |                |
| 9 | 9            | „Cu bune intenții”                              | 6 august 2021  |
| Lara, o fată de liceu din România acceptă să apară in filme pentru adulți pentru a-și ajuta bunica bolnavă. |              |                                                 |                |
| 10 | 10           | „Vedeta”                                        | 6 august 2021  |
| Alina, o cunoscută vedetă din România demonstrează ce fel de caracter are și ajunge să fie pedepsită crunt pentru asta. |              |                                                 |                |
| 11 | 11           | „Soțul mamei mele”                              | 9 august 2021  |
| Trăim într-o societate în care din ce în ce mai mulți oameni suferă de singurătate. Acest episod tratează un subiect sensibil. Dacă ai 60 de ani și ești văduvă, este în regulă să-ți refaci viața?, dar daca noul partener este cu 12 ani mai tânăr? |              |                                                 |                |
| 12 | 12           | „Vârsa dorințelor”                              | 9 august 2021  |
| Mulți băieți tineri sunt atrași de femeile mature, cu experiență. Este și cazul lui Anghel, un adolescent de 18 ani, care intră într-o relație cu o femeie cu mult mai în vârstă decât el, dar și măritată. |              |                                                 |                |
| 13 | 13           | „Copilărie furată”                              | 10 august 2021 |
| Din cauza sărăciei, în România doi din zece elevi renunță la școală în fiecare an. Este și cazul Violetei, fată de 15 ani, care este nevoită să renunțe la studii ca să-și ajute tatăl să aibă grijă de fratele ei mai mic, bolnav de leucemie. Determinată, totuși, să-și continue studiile și să-și ajute familia, se angajează ca menajeră. Problemele ei de abia acum încep, iar copilăria ei este furată de grija zilei de mâine. Violeta este însă o luptătoare!                                            |              |                                                 |                |
| 14 | 14           | „Mama mea vitregă”                              | 10 august 2021 |
| În România, unul din patru cupluri divorțează în fiecare an. Una dintre cele mai întâlnite cauze ale despărțirilor este adulterul. Destrămarea familiilor provoacă o suferință enormă în rândul celor implicați, dar, în totdeauna, cei mai afectați sunt copiii. |              |                                                 |                |
| 15 | 15           | „Câteva kilograme în plus”                      | 11 august 2021 |
| Obezitatea infantilă este o mare problemă în România, iar cei mai mulți părinți o ignoră până când, din păcate, este mult prea târziu. În acest episod este adus în prim plan povestea lui Victor, un băiat de liceu care se luptă de când se știe cu kilogramele în plus. |              |                                                 |                |
| 16 | 16           | „A șasea poruncă”                               | 11 august 2021 |
| În ce fel influențează religia educația copiilor? În România există 18 culte religioase recunoscute în mod oficial. |              |                                                 |                |
| 17 | 17           | „Promisiuni mincinoase”                         | 12 august 2021 |
| Marta este mamă și bunică, dar când în viața ei apare un bărbat, familia își da seama imediat că intențiile acestuia nu sunt tocmai sincere. |              |                                                 |                |
| 18 | 18           | „Încredere”                                     | 12 august 2021 |
| Maria nu și-a început viața sexuală, iar părinții refuză să vorbească despre acest subiect. |              |                                                 |                |
| 19 | 19           | „Familia anului”                                | 13 august 2021 |
| Acest episod prezintă povestea unei familii care se crede perfectă. Ce se întâmplă atunci când imaginea contează cel mai mult. |              |                                                 |                |
| 20 | 20           | „Provocarea”                                    | 13 august 2021 |
| Ce se poate întâmpla când o relație se termină cu scandal? Internetul și tehnologia au devenit din ce în ce mai prezente în viața noastră, dar au adus și foarte multe pericole. În acest episod este prezentată o infracțiune care a luat amploare în ultimii ani, pornografia din răzbunare. |              |                                                 |                |
| 21 | 21           | „Puterea adevărului”                            | 16 august 2021 |
| Toate fetele suspină după noul profesor de chimie, Ruxandra își dorește să-l cucerească pe domnul profesor cu orice preț. |              |                                                 |                |
| 22 | 22           | „Glasul sângelui”                               | 16 august 2021 |
| În România, în fiecare oră, o femeie sună la 112 pentru aș reclama partenerul violent. De cele mai multe ori fetele acceptă de foarte tinere parteneri violenți, este și cazul Laurei, o adolescență de 17 ani, care este într-o relație abuzivă. |              |                                                 |                |
| 23 | 23           | „O clipă de celebritate”                        | 17 august 2021 |
| Din ce în ce mai mulți tineri sunt păcăliți de mirajul celebrității, Sandra este una dintre aceste victime care dorindu-și să devină fotomodel ajunge în contact cu o agenție de modeling dubioasă. |              |                                                 |                |
| 24 | 24           | „Acasă fără tată”                               | 17 august 2021 |
| Doi frați, în absența tatălui plecat la muncă în alt oraș, Luci își ia în serios rolul de bărbat în casă, devenind autoritar cu sora lui mai mică. Situația dintre cei doi e scaladeaza până când viață Ioanei este pusă în pericol. |              |                                                 |                |
| 25 | 25           | „O clipă de celebritate: Dorința față de copil” | 18 august 2021 |
| În ziua de azi copiii fac foarte multe activități, își doresc să devină dansatori, actori, dar oare sunt dorințele copiilor sau ale părinților? Oana este o fostă fotomodelă de succes, dar a fost nevoită să renunțe la carieră pentru aș crește fiica. Acum încearcă să-și împlinească visul prin fiica ei de doar 12 ani, fără să-și dea seama că o expune unor situații total nepotrivite și periculoase. |              |                                                 |                |
| 26 | 26           | „Lasă-te purtat de val”                         | 18 august 2021 |
| Nico, Mara și Kim sunt trei adolescenți de 15 ani care au în comun pasiunea pentru muzică rock, după un concert au decis să-și facă cu toții un piercing în limba. Deși nu primește permisiunea părinților, Nico decide să-și facă unul oricum, însă într-un salon dubios unde acordul părinților nu este necesar. |              |                                                 |                |
| 27 | 27           | „Iubire necondiționată”                         | 19 august 2021 |
| Marius si Corina se iubesc, iar parintii nu este acceptată. |              |                                                 |                |
| 28 | 28           | „M-am îndrăgostit de prietenul meu cel mai bun” | 19 august 2021 |
| Mel este îndrăgostită de un băiat care nu o vrea. |              |                                                 |                |
| 29 | 29           | „Rețeaua socială”                               | 20 august 2021 |
| Karina și Ema, două dolescente întră într-o reală competiție despre cine este mai popular pe rețelele sociale ajungând să apeleze la metode periculoase pentru a obține urmăritori. |              |                                                 |                |
| 30 | 30           | „A doua șansă”                                  | 20 august 2021 |
| O familie fericită, iubitoare, este doborâtă de vestea unei boli necruțătoare, tot ceea ce a construit se duce de râpă. Petru, rămas fără loc de muncă, s-a împrumutat la cămătari să facă rost de bani pentru operația soției. |              |                                                 |                |
| 31 | 31           | „Aparențe”                                      | 23 august 2021 |
| Tibi are parte de o întâlnire de o singură noapte. ”Eu zic să uiți de ea. Sunt atâtea fete pe lumea asta”, i-a transmis tatăl acestuia. |              |                                                 |                |
| 32 | 32           | „O viață diferită”                              | 23 august 2021 |
| O familie celebră trece prin momente cumplite din cauza fiicei. ”Minte cu nerușinare!”, a fost tatăl, făcând referire la fata lui. |              |                                                 |                |
| 33 | 33           | „Cele mai frumoase amintiri”                    | 24 august 2021 |
| Simona are parte de o relație complicată. ”Dacă îmi mai dai o șansă, promit că nu o să mai ridic niciodată măna la tine”, i-a spus iubitul ei. O poveste dramatică despre violența domestică și consecințele ei. |              |                                                 |                |
| 34 | 34           | „Dramele trecutului”                            | 24 august 2021 |
| Acest episod prezintă drama unei copile, care a fost victima traficanților de carne vie. ”Mami să nu pleci, nu mă lăsa singură!”, a spus aceasta. |              |                                                 |                |
| 35 | 35           | „Obsesia”                                       | 25 august 2021 |
| Filip face o obsesie pentru Lara. ”Ce simți pentru fata asta nu este iubire”, i-a spus mama lui Filip copilului ei. |              |                                                 |                |
| 36 | 36           | „Într-o clipă”                                  | 25 august 2021 |
| Irina a făcut o greșeală care o va marca tot restul vieții. ”Două familii au rămas pe drumuri din cauza mea!”, a spus aceasta. |              |                                                 |                |
| 37 | 37           | „O vârstă dificilă”                             | 26 august 2021 |
| În zilele noastre, internetul este foarte strâns legat de viață noastră, dar și de cea a copiilor. Pe lângă beneficiile sale, evoluția tehnologică a creat și a mărit o grămadă de probleme. Este și cazul Elei s-a înscris la un concurs de popularitate online și care ajunge să fie victima cyberbullyingului. |              |                                                 |                |
| 38 | 38           | „Femeia din trecut”                             | 26 august 2021 |
| Cosmina este răpită, iar Alex este nevoit să fără rost de 200 de mii de euro să-și salveze soția. |              |                                                 |                |
| 39 | 39           | „Soacra custodiilor”                            | 27 august 2021 |
| Camelia are o viață foarte grea alături de soacra ei. Femeia intervine în căsnicia ei și ajunge să o despartă de soț prin acțiunile sale. Soțul ei, Orlando profită de relațiile sale și îi ia custodia totală a copiilor, dar după ce pierde custodia copiilor în fața Cameliei, Orlando încearcă să se împace cu aceasta, chiar dacă mama lui se declară împotrivă. |              |                                                 |                |

### Sezonul 2 (2022)
| Nr. în serial | Nr. în sezon | Titlu                                  | Data difuzării    |
| --- | ------------ | -------------------------------------- | ----------------- |
| 40 | 1            | „În lumea filmului”                    | 28 februarie 2022 |
| Codrin este un adolescent aflat în plină ascensiune în lumea filmului. Tânărul însă se lovește de unele probleme. Prima ar fi cea legată de școală, acolo unde nu se implică suficient și profesorii îl penalizează, iar cea de-a doua o reprezinta chiar mama lui. Aceasta nu pare încântată de entuziasmul lui în ceea ce privește cariera de actor. A treia problemă a costat scump: adolescentul este acuzat că a întreținut relații sexuale cu o minoră și din acest motiv este concediat de casa de producție! |              |                                        |                   |
| 41 | 2            | „Iubire sau bani?”                     | 1 martie 2022     |
| Claudia este o tănără frumoasă pusă să aleagă între iubire și bani. Iubitul ei actual are o situație materială mai precară, în timp ce Walter, băiatul care îi face curte este foarte bogat. Oare ce va alege? |              |                                        |                   |
| 42 | 3            | „Teribilism”                           | 2 martie 2022     |
| Betty primește în dar o mașină la aniversarea majoratului. Mama sa însă nu e prea încântată și are unele temeri în legatură cu atitudinea fiicei sale pe care o consideră puțin cam iresponsabilă! Nu trece mult și după o escapadă noctură, Betty face accident cu mașină și îi provoacă daune serioase. Betty nu se potolește și decide să participe la curse ilegale de mașini. Problema e acum că are nevoie de o altă mașină pentru a putea lua parte la ele. |              |                                        |                   |
| 43 | 4            | „Un gest de iubire”                    | 3 martie 2022     |
| Roxana, studentă la actorie, a aflat că suferă de o boală neuronală. Tânăra află că are nevoie de un transplant de Măduvă iar tatăl ei apelează la lucruri ilegale în încercarea de-ași salva fata. |              |                                        |                   |
| 44 | 5            | „Prețul unei greșeli”                  | 4 martie 2022     |
| Adrian, student, a picat în plasa unui șantaj. O minoră l-a păcălit să se culce cu ea. Ioana vrea să scoată cât mai mulți bani din escrocherie. |              |                                        |                   |
| 45 | 6            | „Ultimul sărut”                        | 7 martie 2022     |
| Dragoș și Oana sunt surprinși de mama lui Dragoș într-un moment intim. După aceea o sfătuiește pe Oana să fugă de acasă. |              |                                        |                   |
| 46 | 7            | „Un strigăt de ajutor”                 | 8 martie 2022     |
| Dana este extrem de afectată de decizia tatălui ei de a pleca la muncă în străinătate. Are mar probleme: aceasta a fost acuzată de furt, iar mai apoi a avut un accident auto. |              |                                        |                   |
| 47 | 8            | „Hoața”                                | 9 martie 2022     |
| Ionuț, pasionat de jocurile de noroc, s-a înscris la un turneu de poker, iar Ioana ca să-și scape fratele din mâinile unor cămătari i-a împrumutat banii pentru petrecerea de absolvire. |              |                                        |                   |
| 48 | 9            | „Zmeul cel rău”                        | 10 martie 2022    |
| Oana și mama ei sunt speriate din ce în ce mai rău de comportamentul tatălui. Acesta le agresează fizic de fiecare dată când femeile fac ceva ce lui nu îi convine. Oana este lovită pentru că are un iubit, iar mama ei pentru că a ars din greșeală cu fierul de călcat tricoul preferat al bărbatului. Pentru că nu mai poate suporta astfel de tratamente, tânăra recurge la gesturi extreme. Îi pune otravă de șobolani în mâncare, iar acestuia i se face rău și ajunge la spital. Mama copilei îl denunță la poliției, astfel scapă de coșmarul din casa lor. |              |                                        |                   |
| 49 | 10           | „Zmeul cel rău: Însărcinată la 16 ani” | 11 martie 2022    |
| Acest episod spune povestea unei adolescente de 15 ani, născută pe vremea când mama ei avea 16 ani, după ce, la rândul ei, și bunica ei născuse pe când avea 17 ani. Povestea se derulează cu minciuni care, mai devreme sau mai târziu ies la suprafață și cauzează multă durere și neîncredere. Ideea de bază a acestui episod este îndemnul la o comunicare cât mai deschisă, fără rușine, cu copilul. Trebuie abordate, fără teamă, subiecte pe care societatea încă le consideră tabu, însă care sunt de o importanță majoră, anume discuțiile despre sex și educația sexuală la adolescenți, încă de la o vârstă fragedă. |              |                                        |                   |
| 50 | 11           | „Fără speranță”                        | 14 martie 2022    |
| Andrei, talentat la fotbal, se pregătește de plecat în Anglia cu o bursă de studii, însă are parte de un accident auto unde rămâne paralizat. |              |                                        |                   |
| 51 | 12           | „Andrenalina”                          | 15 martie 2022    |
| Robert este un tânăr pasionat de mașini, dar are mania vitezei. Prietena lui Ana încearcă să-l convingă să nu mai fie atât de avântat atunci când conduce. Ea apelează până și la părinții lui Robert, însă se pare că nu cu prea mult succes. După ce Robert este împușcat, prietenul său Zoran are procese de conștiință și se consideră vinovat de moartea lui. Mama și iubita sa, Ana, reușesc să-l facă să treacă destul de greu peste acest moment. |              |                                        |                   |
| 52 | 13           | „Vocea iubirii”                        | 16 martie 2022    |
| Un joc de iubire cu același nume angrenează o adolescentă care trebuie să urmeze șapte pași la finalul căruia își va cunoaște iubirea vieții sale. Jocul a început cu un mesaj care o îndruma să parcurgă cu atenție instrucțiunile care o vor duce mai departe. În cele din urmă se dovedește a fi un joc periculos, iar Lavinia, fata care este implicată, ajunge să se certe cu prietena ei, Alexandra. Aceasta din urmă își dă seama de pericolele la care este expusă Lavinia și îi mărturisește mamei acesteia totul. |              |                                        |                   |
| 53 | 14           | „Dragostea vieții mele”                | 17 martie 2022    |
| Alice și Bogdan vor să ducă relația lor la un alt nivel, dar Alice află că Bogdan a ascuns adevărul. La final, tatăl lui Bogdan a mărturisit că s-a folosit de moartea tatălui lui Radu pentru a-și salva propria viață. |              |                                        |                   |
| 54 | 15           | „Gafa”                                 | 18 martie 2022    |
| Acest episod prezintă viața unei moderatoare de televiziune, pe numele ei, Alexandra Sorescu. Aceasta face o gafă de proporții într-una dintre emisiunile sale confundând revoluția de la 1821 cu 1989, care a generat tot felul de probleme. Unele dintre ele afectând-o chiar și pe fiica acesteia. Alexandra este nevoită să intre în jocul șefului său pentru a nu risca să rămână fără job. |              |                                        |                   |
| 55 | 16           | „Soldatul familiei”                    | 21 martie 2022    |
| Ionuț a revenit acasă din Afganistan pentru o scurtă perioadă de timp. Tânărul soldat a revenit cu o mentalitate complet schimbată, iar familia lui nu-l mai înțelege. Iată ce s-a întâmplat când prin preajmă a venit și Alina, prietena fratelui său. Tânărul soldat află că tatăl lui a lovit-o pe Alina. |              |                                        |                   |
| 56 | 17           | „Prada”                                | 22 martie 2022    |
| Geanina are o prietenă pe care a cunoscut-o pe internet și care a invitat-o la ea acasă. Aceasta a fost racolată prin intermediului internetului, iar tânăra a ajuns sechestrată într-un apartament. Șansa fetei a fost mama ei, care nu a renunțat niciun moment în a o căutat, iar într-un final, Geanina a fost salvată. |              |                                        |                   |
| 57 | 18           | „Copilul problemă”                     | 23 martie 2022    |
| Ionuț, un tânăr din ultimul an de liceu ar fi putut să o ia pe o cale greșită, dar ambiția și responsabilitatea l-au făcut să aleagă corect. Dintr-un băiat al străzii, adolescentul a devenit campion la box, s-a împăcat cu familia și a înțeles că propriile datorii nu se lasă neplătite. Însă după o perioadă lungă, adolescentul căruia îi plăcea să se bată a fost bătut de o gașcă de băieți pe stradă, ceea ce a dus la tensiuni în familie. În urma unei dispute mai aprinse cu tatăl său, băiatul a plecat de acasă și pentru o săptămână a locuit într-un pod. Între timp, a început să se antreneze pentru a participa la un concurs de box. |              |                                        |                   |
| 58 | 19           | „Moștenirea vieții”                    | 24 martie 2022    |
| Bianca află de la doctor că mai are doar 2 luni de trăit pentru că boala se extinde foarte repede, iar tratamentul nu dă roade. În această perioadă, tânăra încearcă să o convingă pe sora ei, Paula, să îi ia în grijă pe cei doi copii, dar, din păcate, nu reușește. Copiii vor ajunge într-un centru de plasament. Paula a hotărât să aibă grijă de nepoții ei, acum că sora sa a murit, dar trecutul nu o lasă în pace să trăiască așa cum își dorește. Fostul iubit apare la ușă și încearcă să-i facă viața grea, dar poliția îl arestează. Totul se termină cu bine pentru noua familie formată. |              |                                        |                   |
| 59 | 20           | „Suferința”                            | 25 martie 2022    |
| Ramona este extrem de îndrăgostită de iubitul ei, Paul. Din păcate, tânărul suferă un accident de mașină, iar suferința fetei atinge cote maxime. Ca să treacă mai ușor peste această suferință, tânără ține legătura cu mama lui Paul, dar acest lucru ajunge să îi facă și mai mult rău. După un an de la moartea iubitului ei, Ramona cunoaște un alt băiat de care se îndrăgostește. Tânăra află că noul ei iubit este cel care l-a ucis în accidentul de mașină pe Paul, iar de aici lucrurile se complică, mai ales că mama lui Paul nu poate accepta acest lucru. |              |                                        |                   |
| 60 | 21           | „Floare de nu mă uita”                 | 28 martie 2022    |
| Sorin și fratele lui mai mic, Iulian, trec printr-o perioada mai dificilă și sunt în căutarea unui loc de muncă. Ei doi ajung la domiciliul unei doamne care are ceva probleme psihice și necesită supraveghere mai ales pe timp de noapte. După un început cu stângul cei doi sunt angajați de doamna care suferă de Alzheimer. Într-una dintre crize, femeia uită că i-a angajat și îl atacă cu un cuțit pe Iulian. |              |                                        |                   |
| 61 | 22           | „Când iubirea e oarbă”                 | 29 martie 2022    |
| Laur și Cătălina formeaza un cuplu la început de drum, dar care ascunde probleme grave. Deși aparent cei doi par să se înțeleagă bine, lucrurile încep să degenereze, iar Laur devine tot mai autoritar cu tânăra și se implică foarte rar atunci când aceasta are nevoie de ajutor. Lucrurile iau o întorsătură teribilă în momentul în care părinții fetei află că este bătută și vin să-i ceară socoteală lui Laur. Bărbatul însă reacționează violent și îl lovește pe tatăl Cătălinei. |              |                                        |                   |
| 62 | 23           | „Magia iubirii”                        | 30 martie 2022    |
| Gabriela și Tudor sunt un cuplu care aparent par să se înțeleagă bine, chiar daca tânăra pare mai autoritară în relație. Totul se schimbă după o mini vacanță la munte, atunci când apare Beatrice, iar Tudor devine interesat de ea. |              |                                        |                   |
| 63 | 24           | „Un viitor mai senin”                  | 31 martie 2022    |
| Părinții lui Răducu, suferit de depresie au parte de discuții care-l influențează negativ pe fiul lor. Aceștia vorbesc despre faptul că mai bine nu ar fi făcut un copil, iar vorbele lor au ajuns la urechile băiețelului care le-a primit foarte dur. |              |                                        |                   |
| 64 | 25           | „Frumusețea unui zâmbet”               | 1 aprilie 2022    |
| Angi, o tânără adolescentă visează să devină actriță dar lipsa de încredere în sine și un fizic ușor în afara standardelor internaționale acceptate, o fac să treacă atât prin iad cât și prin rai. Fata are tot sprijinul mamei sale, care este, de altfel, o actriță și o cântăreață frumoasă și cunoscută, însă tânăra Angie vrea să reușească pe cont propriu, prin muncă și talent. După terminarea liceului, Angie a intrat la Teatru, unde, ca și în perioada liceului, de altfel, a dat peste câțiva colegi răutăcioși care au avut grijă să dea cu moralul ei de pământ. |              |                                        |                   |
| 65 | 26           | „Magia iubirii: Diferențele”           | 4 aprilie 2022    |
| Diana este membră a unei companii de balet și are repetițiile pentru spectacol într-o clădire în care Luca are închiriat un spațiu unde face muzică. Cei doi sunt foarte diferiți, provenind din medii diferite și cu pasiuni diferite, dar cu toate acestea se îndrăgostesc. Un accident o face pe Diana să-și piardă memoria și să uite despre relația ei cu Luca. Acesta este determinat să o facă să se reîndragosteasca de el, iar până la urmă reușește, |              |                                        |                   |
| 66 | 27           | „Măreața visurilor”                    | 5 aprilie 2022    |
| Sara își dorește să ajungă o femeie educată cu carieră, dar este nevoită să lucreze ca și chelneriță într-un casino ca să-și poată întreține mama și pe ea. În paralel urmează o facultate și își dorește să își facă o carieră, dar ajunge să lucreze într-un casino. Din păcate, frumusețea ei și locul în care lucrează o fac ținta sexismului și a prejudecăților. Un manager avid după bani și un client pervers încearcă să o agreseze sexual doar pentru că nu o consideră mai mult decât o marfă ieftină. |              |                                        |                   |
| 67 | 28           | „Sexting”                              | 6 aprilie 2022    |
| Emilia s-a cunoscut cu Sebastian online și vorbesc pe video, flirtează, până când ajung să facă sexting și să se dezbrace pe video. Cei doi trec din online in viata de zi cu zi si ajung să întrețină relații intime. Sebastian înregistrează momentul sub pretextul că vrea să-l păstreze amintire, însă după doi ani recurge la ceea ce se numește pornografia de răzbunare. Și încearcă să-i distrugă viața amenințând-o că difuzează clipul cu ei întreținând relații intime. |              |                                        |                   |
| 68 | 29           | „O viață cinstită”                     | 7 aprilie 2022    |
| Tania și Luana sunt două prietene care au același vis: să devină actrițe faimoase. În căutare de oportunități, ele dau peste un “impresar” care le convinge că are relațiile potrivite pentru a le prezenta unui regizor/producător cu influență. El le cere 2500 de euro ca să intre la casting, Tania ia decizii din ce în ce mai proaste, totul ca să obțină ceea ce își dorește. |              |                                        |                   |
| 69 | 30           | „Promisiuni încălcate”                 | 8 aprilie 2022    |
| Andi și Maria sunt doi tineri îndrăgostiți. Când Maria rămâne însărcinată cei doi sunt foarte încântați se pregătesc cu nerăbdare de venirea copilului. Din întâmplare Maria naște prematur, la 7 luni. Totul se termina cu bine și Maria împreună cu fetiță se întorc sănătoase acasă de la spital, dar Maria suferă o depresie postpartum și refuză să-și îngrijească bebelușul. Andi se vede nevoit sa o ia cu el la munca. La firma de avocatura unde lucrează Andi, șeful lui nu vede cu ochi buni acest lucru. |              |                                        |                   |
| 70 | 31           | „Ura complicațiilor”                   | 11 aprilie 2022   |
| Delia, o elevă de liceu, suferă un șoc emoțional după ce își surprinde mama sărutându-se cu un alt bărbat. Neștiind cum să facă față situației din familie, Delia dezvoltă o obsesie bolnavă pentru Bogdan, antrenorul ei de volei, care e pe punctul de a se căsători. |              |                                        |                   |
| 71 | 32           | „Atunci când dragostea sperie”         | 12 aprilie 2022   |
| În viață există mai multe feluri de dragoste: pentru prieteni, pentru familie, pentru partener. Și pe lângă că dragostea este foarte diversă mai este și un sentiment foarte divers. Câteodată intensitatea sentimentului sperie, iar atunci când suntem speriați este loc de neînțelegeri. Tudor și Silviu sunt doi prieteni care au o relație specială. Cei doi buni prieteni se întâlnesc în club și Carmen și Cristina, iar mai apoi apar discuții despre orientarea sexuală a celor doi buni prieteni. Nemulțumirea celor două prietene aduce o discuție între Tudor și Silviu. |              |                                        |                   |
| 72 | 33           | „Joaca de-a iubirea”                   | 13 aprilie 2022   |
| Alis are 14 ani și fuge de acasă crezând că a găsit iubirea în Dorian, un băiat de aproape 18 ani. Iulia, mama lui Alis, e disperată și face tot posibiliul să o întoarcă acasă. Forțată să revină lângă mama ei, Alis încearcă să se sinucidă și e nevoită să urmeze un tratament psihiatric |              |                                        |                   |
| 73 | 34           | „Dragostea învinge totul”              | 14 aprilie 2022   |
| Brandușa, o fată dintr-o familie înstărită, se îndragostește de un muzician stradal pe nume Ionuț. Insa familiile lor se impotrivesc relatiei totul ia o întorsătură gravă cand Ionut e atacat de colegul de școală al fetei. |              |                                        |                   |
| 74 | 35           | „Dieta Frumoasa Adormită”              | 15 aprilie 2022   |
| Natalia si Daria, două fete ușor plinuțe de la un liceu privat, urmeaza aceasta dieta găsită pe internet. Dieta, bazata de pastile de dormit, se dovedește gradual periculoasă, ajungând să le pună viața în pericol. Natalia ajunge la spital în stare gravă după ce ia din pastile și riscă să rămână în comă definitiv (adică riscă să moară). |              |                                        |                   |
| 75 | 36           | „Orfana”                               | 18 aprilie 2022   |
| Luiza o tânără de 16 ani, află că tatăl ei este Florin, un bărbat extrem de bogat care deține o companie foarte mare. Adolescenta face cunoștință cu sora ei vitregă, dar și soția tatălui ei. Sandra și Georgiana află că Luiza este fata lui Florin. Capul familiei face infarct și moare. Soția și fiica lui legitimă o dau afară din companie pe Luiza, dar aceasta încearcă să se răzbune. Face tot posibil ca firma să falimenteze. |              |                                        |                   |
| 76 | 37           | „Strada infracțiunilor”                | 19 aprilie 2022   |
| Eliza, Adriana, Teodora și Raluca sunt salvate de polițiști din mâna unor infractori periculoși. Teodora a fost racolată de o grupare de infractori și folosită pentru ilegalități. |              |                                        |                   |
| 77 | 38           | „Aparențele înșeală”                   | 20 aprilie 2022   |
| Flori se mută în garajul unui bloc din București, alături de fiica ei Bianca. Toți din clădire sunt uimiți că tânăra de 16 ani este blondă și nu înțeleg cum de mama ei este de etnie romă. Aceasta din urmă ascunde un mare secret. Flori recunoaște că nu este mama Biancăi. Fata ajunge în casa tatălui ei biologic, dar este supusă unor rele tratamente. După mai mulți ani, tânăra se reîntoarce la cea care a crescut-o. |              |                                        |                   |
| 78 | 39           | „Eroare judiciară”                     | 21 aprilie 2022   |
| Iosif iese din închisoare, după ce a ispășit ani buni acuzat că și-ar fi omorât soția. Tribunalul l-a achitat și a decis că a fost vorba de o eroare judiciară. Însă intre timp Iosif a pierdut tot, iar copiii lui s-au îndepărtat de el, mai puțin Cristina care a fost singura care l-a crezut. |              |                                        |                   |
| 79 | 40           | „Frații”                               | 22 aprilie 2022   |
| În familia Manole, David, al doilea băiat al familiei, a fost dintotdeauna pe primul loc. S-a născut cu un retard mintal și are nevoie de îngrijiri speciale. Matei, fratele lui, însă nu vede lucrurile în același fel, simțind mai mult o povară existența fratelui. Din acest motiv, el spune tuturor că e copil unic, și în secret își urăște fratele. |              |                                        |                   |
| 80 | 41           | „A doua șansă: De la capăt”            | 25 aprilie 2022   |
| Recent eliberat din închisoare după 16 ani, Gabi Dejeu zis ,,Mos Croșeu", fost boxer, își foloseste toate economiile ca să subînchireze și să amenajeze o sala de antrenamente. Adevaratul motiv pentru care Dejeu si-a pus afacerea pe picioare este sa reintre in contact cu Luci, fiul lui de 16 ani care pare sa o fi luat pe aceleasi cai greșite. Luci și Broască sunt prinși cu un furt de la o pensiune. Moș Croșeu își ia atunci toată vina asupra lui, sacrificându-se pentru fiul său. Gestul lui nu trece neobservat. La final, Gabi Dejeu iese din nou din închisoare, însă de data asta Luci îl așteaptă. Se îmbrățișează și îi spune “tata” pentru prima dată. |              |                                        |                   |
| 81 | 42           | „O fată veselă”                        | 26 aprilie 2022   |
| Ilinca, o adolescentă de 16 ani, descoperă în urmă unor analize medicale că are cancer la stomac. În timp ce se lupta cu cancerul, ea descoperă și cine sunt oamenii care rămân cu ea la greu. |              |                                        |                   |
| 82 | 43           | „Întuneric”                            | 27 aprilie 2022   |
| Codrin ascunde față de soția și cei doi copii ai lui un secret: are de mai mulți ani o a doua familie. Când amanta îl presează să o aleagă pe ea și copilul ce urmează să se nască, lumea lui Codrin se prabușește: baiatul adolescent se sinucide, iar soția îl dă afară din casă. Din cauza vinovăției și a durerii cauzate de moartea baiatului, Codrin cade în patima băuturii. Singura care îi mai rămâne alături e fiica lui, Simina, care e hotărâtă să facă tot ce poate să îl salveze. La un moment dat prietenul lui de pahar încearcă să o violeze, iar acesta reușeste cu un ultim efort să o salveze. |              |                                        |                   |
| 83 | 44           | „Pericole ascunse”                     | 28 aprilie 2022   |
| Sara este în preajma împlinirii a 18 ani, dar iese foarte tare în evidență prin frumusețe și felul în care se îmbracă și se machiază. Conștienta de frumusețea ei, își face și o pagina de insta unde postează tot felul de vloguri. Sara face o pasiune pentru profesorul de sport, Luca, care însă o respinge constant. Ajunge să-l hărțuiască și să fie exmatriculat. Relu, un interlop cu bani, o agață online și o cucerește cu foarte multe cadouri scumpe. Elena se opune cu vehemență, dar nu reușește să se impună în fața fiicei. În ultima instanță, Sara ajunge să fie rapită de Relu, însă mama ei nu renunță la ea și o salvează din mâinile interlopului. |              |                                        |                   |
| 84 | 45           | „Regăsește-te pe tine!”                | 29 aprilie 2022   |
| Miriam are 15 ani și se mută împreună cu părinții ei, Narcis și Adela, la București, lăsând în urmă orașul natal unde se află prietenii ei. Prinși cu noile locuri de muncă solicitante, părinții ei nu mai au timp să se ocupe de Miriam iar fata se împrietenește cu Vera, o colegă care la rândul ei a fost lăsată singură în București de părinții care au plecat din oraș în căutarea unor oportunități financiare mai bune. Pentru a face fata singuratatii si problemelor adolescentei, Vera gaseste un suport de moment in alcool, iar Miriam preia acest viciu pentru ca nu-si doreste sa piarda prietenia cu Vera. |              |                                        |                   |
| 85 | 46           | „Relație toxică”                       | 2 mai 2022        |
| Silviu vine la psiholog (domnul Teodorescu) cu o problemă. Este măcinat de relația toxică pe care o are cu Alina și nu știe cu cine să se consulte. Povestind, aflăm cum a cunoscut-o pe Alina și cum l-au impresionat experiențele ei traumatizante. Curând, însă, descoperă că Alina are o față nevăzută. Orbită de gelozie, ea devine violentă atât verbal cât și fizic. Asta îi generează lui Silviu sentimente de confuzie, de vinovăție și îi scade stimă de sine. Viață alături de Alina devine o teroare. După un scandal mai puternic, Silviu și Alina primesc o vizită din partea poliției. Dar nici poliția nu crede că Silviu este victima violenței domestice, deoarece așa ceva “nu li se poate întâmplă bărbaților”. Cu ajutorul psihologului, Silviu găsește un suport grup online în care mai mulți bărbați își povestesc experiențele și îi încurajează și pe alții să facă la fel. |              |                                        |                   |
| 86 | 47           | „Dragoste pe nevăzute”                 | 3 mai 2022        |
| Lia e o fată de 15 și este agățată de un bărbat de 35 de ani pe internet, care pretinde că are 18 ani. Acesta o face să se îndrăgostească de el și cei doi întrețin raporturi sexuale. Tatăl ei află și încearcă cu disperare să o facă să înțeleagă că acest individ nu o iubește, dar fără succes. În cele din urmă tatăl îi va demonstra metoda de“catfishing” pe care o folosea să agațe și alte fete tinere. |              |                                        |                   |
| 87 | 48           | „Arborii sunt prietenii mei”           | 4 mai 2022        |
| Sanda si Teodor au grave probleme financiare, așa că îi cer ajutorul tatălui lui Teodor, un bărbat de 70 de ani. Acesta își vinde casa și le dă banii primiți pe ea și se mută pe canapeaua din living-ul lor. La puțin după asta Teodor moare într-un accident, iar Sanda îl da afară pe Florian. Câțiva ani mai târziu și Florian trăiește pe străzi și suferă de demență. Nepoata să, Dorotea, îl găsește într-o seară într-un parc, iar Sanda realizează că a greșit și îl invită să trăiască iar cu ei. |              |                                        |                   |
| 88 | 49           | „Sarcina în liceu”                     | 5 mai 2022        |
| Lidia este o adolescentă însărcinată pe care mama ei, Victoria o aduce la un centru pentru mame minore care se pregătesc să nască. Victoria nu mai are încredere în fiica ei și pentru a se asigura că va naște în siguranță și să nu va încerca să facă întrerupere de sarcină, femeia o lasă pe mâna Nataliei, coordonatoarea acestui centru, care încearcă să le insufle tinerelor viitoare mame dragostea pentru pruncii lor, dar într-un mod abuziv și traumatizant. |              |                                        |                   |
| 89 | 50           | „O traumă nerezolvată”                 | 6 mai 2022        |
| În timpul unei vacanțe, Sabina, fiica de 5 ani a cuplului Matei - Ruxandra, își pierde viața accidental, înecându-se. Ruxandra suferă o puternică depresie, însă mintea ei găsește o soluție să facă față durerii: șterge cu totul amintirea fetiței. Doi ani mai târziu Ruxandra își canalizează atenția și iubirea asupra lui Robert (12 ani), celălalt copil al cuplului, riscând să-i compromită sănătatea emoțională. |              |                                        |                   |
| 90 | 51           | „Deasupra legii”                       | 9 mai 2022        |
| Mario e obișnuit încă de mic ca tatăl lui să-i rezolve toate prostiile pe care le face. Are bani, i se rupe de toata lumea și n-are niciun chef să făca pe plac nimanui. E prieten cu Ștef, baiatul menajerei din casa, care se lasa sedus de “privilegiile” lui Marco și crede că, prin extensie, i se aplica și lui. Însă un video viral, cauzat de o bătaie, îi arată lui Ștefi exact cum stă treaba în lumea celor care își permit de toate. |              |                                        |                   |
| 91 | 52           | „Încă una și mă duc”                   | 10 mai 2022       |
| Mario Georgescu e fiul unui tenisman celebru și deși inițial refuză să admită că are o problemă, în cele din urma va trebui sa confrunte condiția moștenită genetic de la tatăl său - alcoolismul. Scandalurile se țin lanț de când a început să se distreze prin cluburi un pic prea mult, iar de cele mai multe ori nu îți aduce aminte de problemele pe la cauzează când este băut. |              |                                        |                   |
| 92 | 53           | „Departe de casă”                      | 11 mai 2022       |
| Amalia decide să plece la muncă în Spania, după ce realizează că nu mai poate face fața financiar nevoilor din casa. Acolo însă trăiește un adevărat coșmar. Patronul care era obșinuit să-și hărțuiască sexual angajatele vrea să abuzeze de ea. Încercând se se apare de el îl înjunghie cu o foarfecă. În urma ei, rămân doi adolescenți - Sorana și Andi, care sunt nevoiți să se descurce singuri în absența unui părinte adult. |              |                                        |                   |
| 93 | 54           | „Sub teroare”                          | 12 mai 2022       |
| Într-o comunitate din satul Lăureni, Toma e vecinul problemă: nesimțit, violent și oricând pus pe harță sau să facă rău cuiva. Și ca și când n-ar fi destul, Toma își bate regulat și soția, care abia se descurca cu copilul nou născut. Când apare suspiciunea ca acesta și-a ucis soția și copilul, Doina, vecina de vis-a-vis începe să devină curioasă. Situația escaladează, având consecințe grave pentru cei din comunitate, iar în cele din urmă Toma este omorât de un vecin. |              |                                        |                   |
| 94 | 55           | „Obligație sau privilegiu?”            | 13 mai 2022       |
| Sorana, o fata din clasa a 12-a, se hotărăște să renunțe la școală. Asta îi supără pe părintii ei, mai ales pe tatal ei, care decide să nu o mai sprijine financiar și o pune să aleagă între a se întoarce la școală sau a se angaja. Sorana a ales să se angajeze. După un timp șeful începe să-i facă avansuri și o hărțuiește, iar această experiență o face să realizeze cât de importanta e educația. |              |                                        |                   |
| 95 | 56           | „Povești diferite”                     | 16 mai 2022       |
| Teona Roman, fiica unui bogat om de afaceri are o problemă cu cardul în lobby-ul hotelului și este salvată de Carina, o fată despre care crede că provine din același mediu social. Simțindu-se datoare, Teona se oferă să o ducă cu mașina personală cu șofer până la București. Sedusă de personalitatea și poveștile Carinei, Teona o invită să stea la ea. |              |                                        |                   |
| 96 | 57           | „Crocodilul”                           | 17 mai 2022       |
| O fată din provincie, Maria, se decide să se mute în Capitală pentru a-și urma visul de a deveni un fotomodel de succes. Odată ajunsă acolo, Maria înfruntă obstacolele unei lumi nepăsătoare și crude. Încet incet, dezamăgirea o aruncă în mrejele periculosului nou drog - Crocodilul. Tânăra moare de o supradoză, iar mama ei încearcă să afle adevărul din spatele deciziei fiicei sale de a se droga. |              |                                        |                   |
| 97 | 58           | „Un mediu toxic”                       | 18 mai 2022       |
| Adelina, o tânără de 19 de ani, a crescut alături de doi părinți alcoolici. În acest mediu toxic, în care ea a încasat bătăi de la tatăl ei mai mereu, ea nu a învățat să facă diferența între bine și rău. Când îl întâlnește pe Sabin, un medic stomatolog, alegerile ei au consecințe care schimbă radical viețile tuturor. |              |                                        |                   |
| 98 | 59           | „Probleme la muncă”                    | 19 mai 2022       |
| Carmen tocmai a terminat facultatea și ar vrea să se angajeze full time ca să ajute în casă cu cheltuielile. Problema e că fiind într-un scaun cu rotile, puțini vor să îi dea o șansă. În urma unei recomandări directe, Carmen se angajează la o mare companie, însă aici se lovește de prejudecăți și invidii, care îi stirbesc încrederea în forțele proprii. |              |                                        |                   |
| 99 | 60           | „O imagine perfectă”                   | 20 mai 2022       |
| Andreea este o fata plinuță, dar foarte sigură pe ea. Are o relație bună cu iubitul ei, Barbu, sportiv de performanță, și cu prietena ei, Loredana. Lucrurile încep să se înrăutățească pentru ea în clipa în care mama ei îi tot atrage atenția că a luat în greutate și că trebuie să slăbească. Deși nici nutriționista, nici antrenorul nu o susțin să facă schimbări extreme și rapide în ceea ce privește activitatea fizică și dieta, Andreea nu ascultă și își falsifică analizele. Așa ajunge să cadă din picioare în timpul unui antrenament mult prea greu pentru rezistența ei fizică. Antrenorul este pe fază și reușește să o resusciteze. Apoi Andreea are noroc să se refacă rapid și înțelege că drumul pe care a pornit nu este cel bun. |              |                                        |                   |
| 100 | 61           | „Portret de familie”                   | 23 mai 2022       |
| Într-o noapte Andrada suferă un episod depresiv și se hotărăște să se sinucidă live pe o rețea de socializare. Andrada are nevoie de ajutor să înțeleagă că suferă de depresie din cauza nivelurilor scăzute de serotonină și a divorțului părinților ei. |              |                                        |                   |
| 101 | 62           | „Romeo și Julieta”                     | 24 mai 2022       |
| Andrei și Alex, doi rivali dintr-un liceu din București, ajung să se războiască după ce Ana, sora lui Andrei, se îndrăgostește de Alex. Conflictul escaladeaza și Andrei îl omoară din greșeală pe Luca, fratele lui Alex. Alex promite să se răzbune, cu riscul de a pierde iubirea Anei. |              |                                        |                   |
| 102 | 63           | „Martorul”                             | 25 mai 2022       |
| Rox asistă la violul prietenei sale, Daria, dar când încearcă să-i denunțe pe violatori nimeni nu o crede. Ba mai mult decât atât, Orlando, cel care a inițiat violul, este dintr-o familie bogată și crede că poate scăpa nepedepsit și astfel o acuză pe Rox că se droghează și bea și și-a imaginat totul. Clara este singura care o susține și o ajută să dovedească adevărul. Până la urmă, Ianis, un alt coleg martor la viol, reușește să facă rost de filmarea făcută de Orlando cu telefonul în momentul violului, iar cei vinovati sunt pedepsiți. |              |                                        |                   |
| 103 | 64           | „Cu orice preț”                        | 26 mai 2022       |
| Adina vrea să devina jucătoare de tenis cu orice preț, însă condiția materială și boala mamei n-o ajută să strângă banii necesari pentru antrenamentele de tenis. Când o oportunitate de a face ușor niște bani se prezintă, Adina nu ezită.Insa aceasta mana cereasca se dovedeste a fi o mare frauda si Adina ajunge sa plateasca scump pentru naivitatea sa. |              |                                        |                   |
| 104 | 65           | „Iubire de mamă”                       | 27 mai 2022       |
| Natalia știe că mai are puțin timp de trăit, însă e hotărâtă să facă tot ce e posibil pentru că Daciana, fiica ei, să nu rămână fără sprijinul și iubirea unei mame. Astfel, ea cere ajutorul Ioanei, mama biologică a Dacianei, răscolind astfel secretele din trecut care le unesc pe cele două femei. |              |                                        |                   |
| 105 | 66           | „Probleme de familie”                  | 30 mai 2022       |
| Mama Tzuca este o femeie în vârstă care suferă de Alzheimer. Camelia, fiica ei cea mare are grijă de ea. Din păcate boală Mamei Tzuca s-a agravat în ultima vreme, așa că fiica ei decide să își cheme cei 3 frați în vizită, spunând fiecăruia că ”Mama Tzuca vrea să discute ceva foarte important cu ține”. Frații sunt răspândiți care încotro, dar fac un efort să ajungă că să afle despre ce e vorba. Din discuțiile lor reiese că nu dragostea pentru mama Tzuca i-a făcut să vină, ci speranța succesiunii unui teren valoros din Hațeg, aflat pe numele bătrânei. Dar în timp ce spiritele se încing, Anais decide să o scoată pe mama Tzuca la o plimbare, departe de tot scandalul. După momentul de pe malul lacului Anais se întoarce cu mama Tzuca acasă. |              |                                        |                   |
| 106 | 67           | „Traficantul de copii”                 | 31 mai 2022       |
| Anda e o fată de 17 ani care rămâne însărcinată cu iubitul ei. Află că e însărcinată când deja sarcina e într-o fază avansată, așa că decide să dea copilul spre adopție. Însă sistemul legal de adopții o împinge în brațele unui “baby broker”, care ii vinde copilul unui cuplu bogat dar care nu poate avea copii. Câteva luni mai târziu, Anda realizează că a fost o greșeală și vrea să își recupereze copilul. |              |                                        |                   |
| 107 | 68           | „Probleme de memorie”                  | 1 iunie 2022      |
| Familia Constantin conviețuiește fericită în casă mare pe care o împart cele 4 generații, până într-o zi, când străbunicul Papu dispare de acasă. Papu este găsit de fiul său, Tudor și de nepotul Marius, dar este clar că Papu are ceva probleme de memorie pentru că nu-și amintește toate detaliile plecării sale spre CEC, de unde plănuia să scoată economiile de pe carnetele eliberate înainte de 1989. |              |                                        |                   |
| 108 | 69           | „Prietenia”                            | 2 iunie 2022      |
| Ștefan și Alex sunt cei mai buni prieteni. Cei doi amici sunt și campioni la înot. Prietenia dintre ei merge foarte bine până în momentul în care mama lui Ștefan apare în peisaj. Fără să-și dea seama, Alex se îndrăgostește de Bianca, mama celui mai bun prieten. Într-un final, cei doi băieți se împacă, iar totul revine la normal între ei. Notă: Acest episod a fost difuzat din greșeală pe Antena 1 în data de 3 ianuarie 2022 iar pe platforma Antena Play este încadrată ca episodul 40 a sezonului 1. |              |                                        |                   |
| 109 | 70           | „Iubirea învinge orice obstacol”       | 3 iunie 2022      |
| Radu cunoaște o fată simplă și fără o situație financiară prea bună comparativ cu a lui. Mama lui nu o vrea pe Elena în viața copilului ei și face orice ca să scape de ea, chiar pune la cale un furt și astfel tânăra este dată afară de la muncă. Notă: Acest episod a fost difuzat din greșeală pe Antena 1 în data de 4 ianuarie 2022 iar pe platforma Antena Play este încadrată ca episodul 41 a sezonului 1. |              |                                        |                   |
| 110 | 71           | „Între iubire și greutate”             | 9 ianuarie 2023   |
| 111 | 72           | „O viață nedreaptă”                    | 9 ianuarie 2023   |